# Outalissi; a Tale of Dutch Guiana
Outalissi; a Tale of Dutch Guiana is een Engelstalige abolitionistische roman, die zich afspeelt in de Nederlandse kolonie Suriname. De roman is geschreven door Christopher Edward Lefroy (1785-1856), Brits rechter bij het Gemengd gerechtshof tot wering van de slavenhandel in Paramaribo. Het werd in 1826 anoniem uitgegeven door J.Hatchard & Son in Londen.
In het boek neemt de hoofdpersoon Outalissi wraak voor het vernietigen van zijn dorp in West-Afrika, het transport naar kolonie Suriname en zijn slechte behandeling tijdens zijn tewerkstelling op een plantage, door het stichten van de Stadsbrand van Paramaribo (1821). De slechte behandeling van de slaven in Suriname is het onderliggende thema van dit boek. In Suriname werd de roman met verontwaardiging ontvangen. Van Outalissi is nooit een Nederlandse vertaling verschenen.

## Hoofdpersonen
- Edward Bentinck, Nederlands officier, wordt in 1820 gelegerd aan de kust in het oosten van de kolonie Suriname.
- Matilda Cotton, 17-jarige dochter van Joseph Cotton.
- Joseph Cotton, eigenaar van de plantage Anna’s Grove in het oosten van Suriname en betrokken bij illegale transatlantische slavenhandel.
- Mr. Hogstead,  directeur van Anna’s Grove.
- Captaine Légere, Franse kapitein van het slavensmokkelschip The Harpy.
- Outalissi, slaafgemaakt dorpshoofd en voormalige eigenaar van een karavanserai in Sierra-Leone
- Mr. Schwartz, missionaris namens de Moravische missie (Evangelische Broedergemeente Suriname). Evangeliseert op Anna’s Grove.
- Charlotte Venture, kamermeisje, werkzaam als slavin van Matilde en Charles Cotton.
- Mr. Van Yaruu, kolonel, president van de militaire rechtbank in Paramaribo.

## Samenvatting van de inhoud

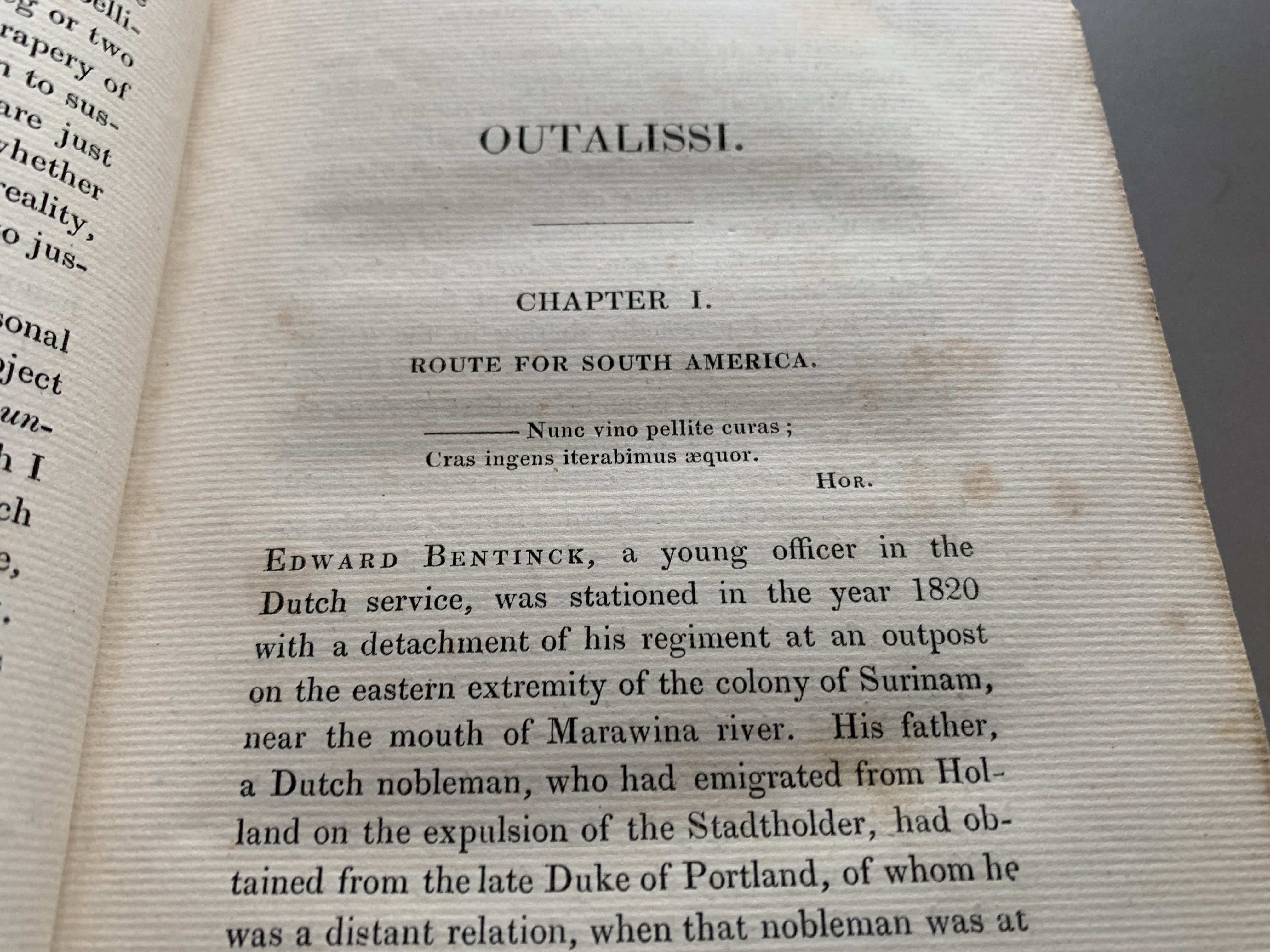
De openingszinnen van Outalissi; a Tale of Dutch Guiana.

De jonge Nederlandse officier Edward Bentinck wordt gelegerd aan de kust in het oosten van Suriname. Hij wordt verliefd op Matilda Cotton, dochter van Joseph Cotton, een plantagehouder die betrokken is bij illegale transatlantische slavenhandel. Bentinck is getuige van de aankomst van het slavenschip The Harpy met aan boord 200 tot 300 slaven afkomstig uit West-Afrika, waaronder Outalissi, dorpshoofd en eigenaar van een karavanserai in Sierra Leone. Een van de bemanningsleden van het slavenschip, de Engelse zeeman Robert (Bob) Jackson vertelt aan Bentinck over de overval op het dorp van Outalissi, het transport en de aankomst in Suriname. Bentinck schrijft een rapport voor zijn militaire superieur kolonel Vansomner in Paramaribo en stuurt ook een kopie van zijn rapport naar de Britse autoriteiten in Paramaribo.
Enige tijd later ontvangt Bentinck orders dat hij zijn legerpost moet verlaten en zich in Paramaribo moet melden. Hij krijgt een waarschuwing van de Gouverneur en uitleg over het verschil tussen het officiële Nederlandse standpunt inzake de slavenhandel en de praktijk in de kolonie.
Op Anna’s Grove voorkomt Outalissi dat Mr Hogstead zich vergrijpt aan Charlotte Venture. Outalissi dreigt Hogstead te verdrinken in de zee maar laat hem vrij na de belofte dat hij zijn zonden zal bekennen. Hogstead verbreekt zijn belofte en vergrijpt zich alsnog aan Charlotte. De slaven op Anna’s Grove willen in opstand komen, ze vragen aan Outalissi om hun leider te worden. Maar Mr Schwartz maant hen tot gehoorzaamheid en kalmte. Hogstead beschuldigt vervolgens Outalissi en Mr Schwartz van opruiing en laat ze overbrengen naar Paramaribo.
Outlalissi ontsnapt uit de gevangenis in Fort Zeelandia. Hij beraamt samen met enkele lotgenoten een plan om Paramaribo in de as te leggen. De brand wordt aangestoken op 21 februari 1821. Ook het huis van de familie Cotton in Paramaribo, waar Matilda tijdelijk woont, vat vlam. Edward Bentinck redt Matilda uit het brandende huis en brengt haar naar het schip William the First, dat in de haven ligt. Het schip vat vlam door overspattende vonken. Matilde springt van boord en wordt gered door Outalissi. Outalissi wordt weer gevangen genomen.
Mr. Van Yaruu, kolonel en opperrechter van de kolonie leidt de militaire rechtbank. Er wordt voorgelezen uit het dagboek van Mr Schwartz. Schwartz verdedigt zich door te zeggen dat hij alleen de doctrines van het christelijk geloof heeft gepreekt. Ook Outalissi wordt verhoord. Hij vertelt over de overval op zijn dorp in West-Afrika en de ontvoering van zijn moeder. De brand in Paramaribo is zijn wraak. Zowel Mr Schwartz als Outalissi worden tot de doodstraf veroordeeld. Maar ze zullen eerst worden gefolterd om ze dwingen alsnog de namen te noemen van hun medestanders. Mr Schwartz sterft op de pijnbank. Outalissi ontvangt de kogel. Hij ontkomt op het allerlaatste moment aan de dood op de pijnbank door tussenkomst van Joseph Cotton die hem dankbaar is voor de redding van zijn dochter.
Joseph Cotton bekeert zich op zijn sterfbed tot het christendom. Hij laat zijn bezittingen achter aan zijn dochter. Hij stemt toe in een huwelijk tussen Matilda en Edward en ontvouwt een plan waarin de behandeling en leefomstandigheden van de slaven op de plantage wordt verbeterd, waarbij een belangrijke rol is weggelegd voor vrije toegang tot godsdienstonderwijs.

## Motto

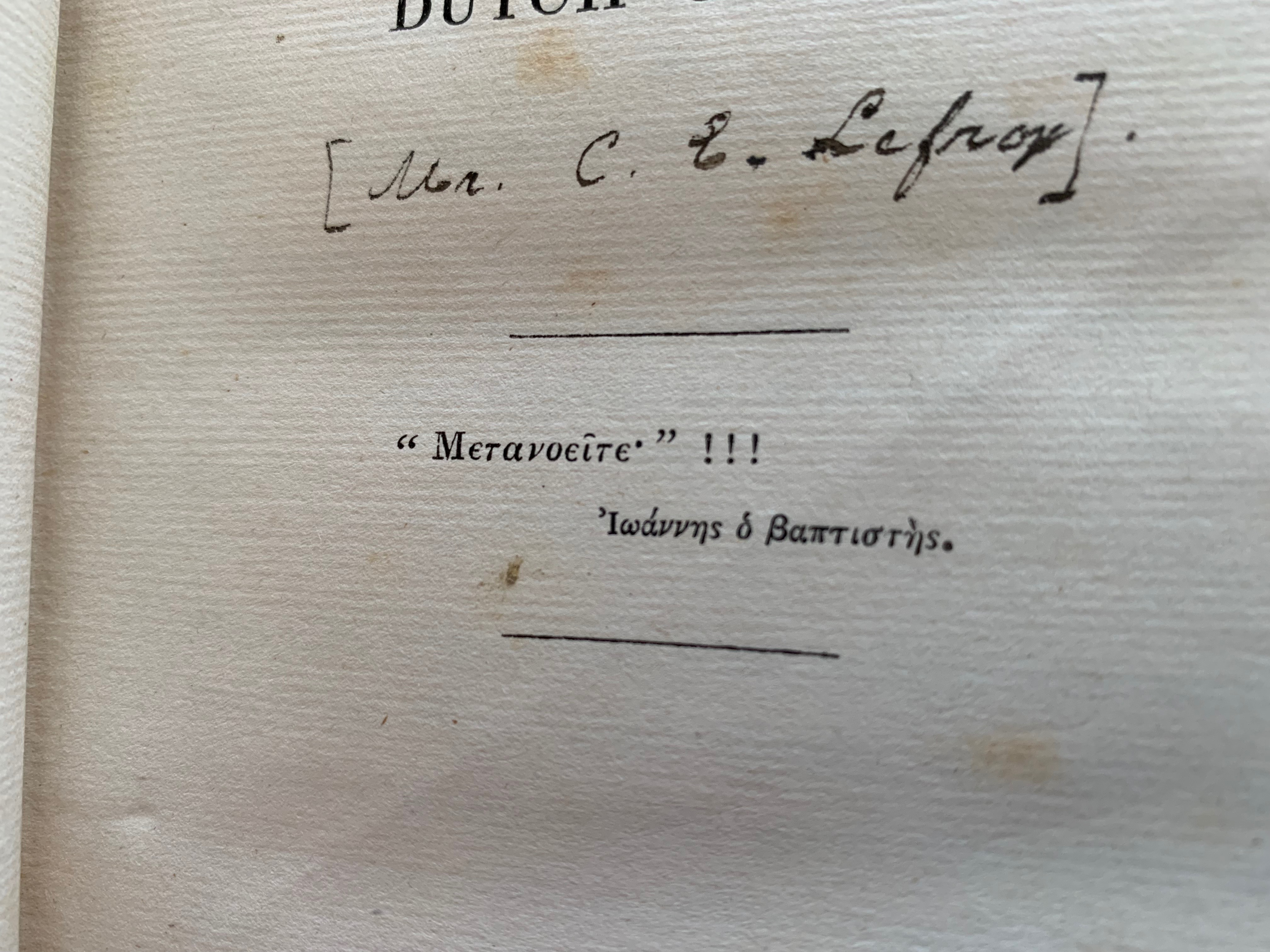
Uitsnede van de titelpagina met het motto Metanoia

Het motto op de titelpagina van het boek is een oproep van Johannes de Doper: Metanoia (Bekeert U) (Mattheüs 3:2). Het wordt hier door de auteur gebruikt om op te roepen tot een verandering van opvattingen over de slavernij.
Naast een abolitionistische boodschap heeft de roman ook een christelijk-moralistische strekking. Het verhaal van Outalissi wordt in vrijwel ieder hoofdstuk onderbroken door zedenpreken die vooral gaan over de noodzaak om een godvruchtig leven te leiden en de slaven menselijk te behandelen. De auteur gebruikt hiervoor verschillende vormen: zelfreflectie van de romanfiguren, beschouwingen, twistgesprekken en dialogen.
Die passages geven inzicht in de motivatie van de auteur en dragen ook bij aan begrip over de situatie in Suriname en de opvattingen van de heersende bovenlaag over de afschaffing van de slavernij.
De karakters van de voornaamste personen in de roman zijn sterk uitvergroot. Ook de gebeurtenissen die Lefroy beschrijft staan ten dienste van zijn boodschap die er op gericht is om de lezer te overtuigen dat slavernij verwerpelijk is en niet te rijmen valt met het christelijk geloof.

## Ontvangst van het boek
Het abolitionistische karakter van het boek was voor de blanke bovenlaag in de kolonie, de invloedrijke plantagehouders en de bestuurders en ambtenaren, moeilijk te verteren. Dat Outalissi in de roman wordt neergezet als de aanstichter van de Stadsbrand van Paramaribo (1821) én beschreven wordt als een edelmoedige held was voor hen echt onaanvaardbaar.
De schrijver Marten Douwes Teenstra, die van 1828 tot 1834 in Suriname verbleef, schreef over een ‘hatelijk en lasterend geschrift’ waarin ‘de meeste ambtenaren en openbare autoriteiten in de kolonie bitter ten toon gesteld worden’.
Mr. Evert Ludolph Baron van Heeckeren van Waliën sprak eveneens schande van het boek in een voordracht die hij op 19 februari 1827 hield voor de Maatschappij tot Nut van 't Algemeen. 

Lefroy’s werk bleef ook niet onopgemerkt bij zijn collega’s van het Gemengd Gerechtshof. J.H. Lance schreef dat Lefroy blijkt geeft van ‘grote onwetendheid over het land en zijn inwoners’.

## Auteur
Outalissi is anoniem gepubliceerd. In het voorwoord wordt vermeld dat het manuscript door een vriend ter hand is gesteld. Als snel werd duidelijk dat het boek was geschreven door Christopher Edward Lefroy die op het moment van verschijnen van het boek al enkele jaren in de Nederlandse kolonie Suriname verbleef.
Lefroy (1785-1856)  studeerde advocatuur in Oxford. Hij was een overtuigd methodist en was gedurende enige tijd medewerker van William Wilberforce, een Engels parlementariër, evangelisch christen en leider van de anti-slavernijbeweging.
Lefroy werd in 1819 benoemd tot rechter (British Commissary Judge) aan het Gemengd gerechtshof tot wering van de slavenhandel in Paramaribo. Hij was collega van de Britse rechter en botanicus John Henri Lance en de Nederlandse rechter Adriaan François Lammens.
Lefroy had een veel bredere opvatting over de taken van het gerechtshof dan zijn collega’s. Hij was een overtuigd abolitionist en volgens Lance was hij zo gedreven om de slavernij af te schaffen 'dat de goede orde en de rust in de slavengemeenschappen werd verstoord'.
Na het verschijnen van de roman diende de Nederlandse regering een klacht in bij het Britse kabinet, waarop Lefroy officieel werd teruggeroepen. Hij werd daarbij gedwongen om gedurende de gehele termijn van tien jaar zijn taken te blijven vervullen. Hij keerde in 1829 terug naar Groot-Brittannië.